# ФК Селтик
Фудбалски клуб Селтик (енгл. The Celtic Football Club) јесте шкотски професионални фудбалски клуб из Глазгова, који се такмичи у Премијер лиги Шкотске. Основан је 1887, док је прву утакмицу одиграо 1888. године. 
Селтик је освојио 55 титула првака Шкотске, као и 42 трофеја у купу Шкотске и 22 трофеја у лига купу Шкотске. У сезони 1966/67. постао је први британски клуб који је освојио куп европских шампиона. Играо је још једно финале истог такмичења и то у сезони 1969/70., а у сезони 2002/03 је играо финале купа УЕФА. Играо је и у финалу интерконтиненталног купа 1967. године. Домаће утакмице играју на стадиону Селтик парк, који има капацитет од 60.832 седећих места.
Њихов највећи ривал је Рејнџерс из Глазгова. Утакмице између ова два клуба се називају Old Firm и спадају међу најчувеније дербије у свету. Велико ривалство проистиче из вероисповести. Већина навијача Селтика су католици, а Глазгова протестанти.

## Успеси

### Национални
- Премијер лига Шкотске (55)

1892/93, 1893/94, 1895/96, 1897/98, 1904/05, 1905/06, 1906/07, 1907/08, 1908/09, 1909/10, 1913/14, 1914/15, 1915/16, 1916/17, 1918/19, 1921/22, 1925/26, 1935/36, 1937/38, 1953/54, *1965/66, 1966/67, 1967/68, 1968/69, 1969/70, 1970/71, 1971/72, 1972/73, 1973/74*, 1976/77, 1978/79, 1980/81, 1981/82, 1985/86, 1987/88, 1997/98, 2000/01, 2001/02, 2003/04, 2005/06, 2006/07, 2007/08, 2011/12, 2012/13, 2013/14, 2014/15, 2015/16, 2016/17, 2017/18, 2018/19, 2019/20, 2021/22, 2022/23, 2023/24, 2024/25.
*Постављен светски рекорд освајањем девет првенствених титула за редом. Овај рекорд је изједначио Глазгов Ренџерс 1997. године. 
- Куп Шкотске (42)

1891/92, 1898/99, 1899/00, 1903/04, 1906/07, 1907/08, 1910/11, 1911/12, 1913/14, 1922/23, 1924/25, 1926/27, 1930/31, 1932/33, 1936/37, 1950/51, 1953/54, 1964/65, 1966/67, 1968/69, 1970/71, 1971/72, 1973/74, 1974/75, 1976/77, 1979/80, 1984/85, 1987/88, 1988/89, 1994/95, 2000/01, 2003/04, 2004/05, 2006/07, 2010/11, 2012/13, 2016/17, 2017/18, 2018/19, 2019/20, 2022/23, 2023/24.
- Лига куп Шкотске (22)

1956/57, 1957/58, 1965/66, 1966/67, 1967/68, 1968/69, 1969/70, 1974/75, 1982/83, 1997/98, 1999/00, 2000/01, 2005/06, 2008/09, 2014/15, 2016/17, 2017/18, 2018/19, 2019/20, 2021/22, 2022/23, 2024/25.
- Дриброу куп (1)

1974.

### Међународни
- Куп европских шампиона
  - Освајач (1) : 1966/67.
  - Финалиста (1) : 1969/70.
- Куп УЕФА
  - Финалиста (1) : 2002/03.
- Интерконтинентални куп
  - Финалиста (1) : 1967.